# 克雷格維爾 (印第安納州)
克雷格維爾（英語：Craigville）是位於美國印地安納州韋爾斯縣的一個非建制地區。該地的面積和人口皆未知。

## 地理
克雷格維爾位於40°46′42″N 85°05′27″W / 40.77833°N 85.09083°W.